# Хлопин, Виталий Григорьевич
Вита́лий Григо́рьевич Хло́пин (14 [26] января 1890, Пермь — 10 июля 1950, Ленинград) — русский и советский учёный-радиохимик, профессор, академик АН СССР (1939), Герой Социалистического Труда (1949), директор Радиевого института АН СССР (1939—1950).
Один из основоположников советской радиохимии и радиевой промышленности; получил первые отечественные препараты радия (1921); один из основателей Радиевого института и ведущих участников атомного проекта, основатель школы советских радиохимиков.

## Биография
Родился 14 (26) января 1890 года в Перми, в семье врача Григория Витальевича Хлопин (1863—1929).
С 1905 года, когда Хлопины жили в Санкт-Петербурге.
Краткая хронология:
- 1897 — начал обучение в частном мужском училище в Юрьеве.
- 1908 — окончил 12-ю Петербургскую гимназию;
- 1911 — окончил химический факультет Гёттингенгского университета[3][7].
- 1911—1913 — в Санкт-Петербургском Клиническом Институте великой княжны Елены Павловны[8] вёл практикум по химической методике санитарных анализов;
- 1912 — с дипломом первой степени окончил физико-математический факультет Санкт-Петербургского университета по группе химии;
- 1912—1917 — оставлен при университете на кафедре общей химии ассистентом, где под руководством Л. А. Чугаева проходит подготовку к профессорско-преподавательской деятельности (первая совместная с Л. А. Чугаевым работа по синтезу комплексных соединений платонитрита с дитиоэфирами)[3];
- 1913—1916 — занят экспериментальными исследованиями в области химии платиновых соединений и анализа редких элементов;
- 1914, 1915 — лаборант Петроградской центральной городской химической лаборатории;
- 1915 — по предложению академика В. И. Вернадского приступил к работе в Радиологической лаборатории АН (организована осенью 1911 года в бывшей мастерской А. И. Куинджи на Васильевском острове) в качестве химика-специалиста (до 1921);
- 1915, 1916 — по предложению Химического Комитета при ГАУ ведёт экспериментальные работы по получению продуктов военно-химического значения (некоторых удушающих средств), и по выработке методов получения чистой платины из русского сырья, а по поручению Центральной Лаборатории Морского Ведомства — участвует в разработке метода получения азида натрия[9];
- 1916 — осенью В. Г. Хлопин Военно-Химическим Комитетом командирован как химик-специалист в качестве начальника санитарной и эвакуационной части в составе «Урмийской Экспедиции по обследованию борнокислых источников Карской области и района Урмийского озера»[10].
- 1916 — член Комиссии по изучению естественных производительных сил России (КЕПС);
- 1917 — вплоть до ликвидации Комитета военно-трудовой помощи — секретарь его Химического Отдела и председатель образованной при отделе Комиссии по светящимся составам; в октябре участвует в работах Съезда по технической обороне государства[11]; — ассистент при кафедре общей химии I Петроградского Университета (до 1924 года)
- 1918—1919 — летом избран Уполномоченным, образованной при КЕПСе Коллегии по организации первого в России Радиевого завода, на В. Г. Хлопина возложено общее руководство по решению вопросов, связанных химической и административной стороной дела; в декабре — избран представителем КЕПСа в Совет Радиевой Ассоциации; с января 1919 — член Совета Химического Отдела Российского Технического Общества; с июля 1918-го по сентябрь 1919 года — член Совета Платинового института;
- 1918—1934 — член редакционной коллегии Химико-технического издательства, в дальнейшем преобразованного в издательство Химтеорет;
- 1920 — избран профессором кафедры общей химии Уральского государственного университета (не имея возможности выехать на Урал, вынужден отказаться от должности);
- 1921 — 1 декабря В. Г. Хлопиным получены первые высокоактивные препараты отечественного радия[12].
- 1922—1934 — заведующий газовым отделом КЕПСа, — Геохимического института АН СССР (Ленинград);
- 1922 — начал исследования в Радиевом институте в Петрограде (Ленинграде);
- 1922—1935 — заместитель директора и заведующий химическим отделом; с 1924 года одновременно — в Ленинградском университете); — руководил газовым отделом Геохимического института АН СССР и работами Гелиевой лаборатории треста Союзгаз;
- 1924 — В. Г. Хлопиным высказана идея, согласно которой процесс дробной кристаллизации обусловлен распределением вещества между двумя несмешивающимися фазами (кристаллами и насыщенным раствором) — закон распределения микрокомпонента между жидкой и твёрдой фазами — Закон Хлопина; с лета проводит встречи со студентами физико-математического факультета МГУ[13].
- 1924—1930 — доцент ЛГУ;
- 1924—1933 — член Научно-технического совета по гелию при Гелиевом комитете ВСНХ; принимал активное участие в поисках и изучении гелиевых месторождений, в разработке аналитических методов определения гелия;
- 1925 — на IV Менделеевском съезде сделал доклад на тему «Достижения в области радиоактивных веществ в СССР»; — научная командировка в Германию;
- 1928—1934 — член Комитета по химизации народного хозяйства при Совете Народных Комиссаров СССР (далее — при Президиуме Госплана СССР);
- 1929, 1930 — руководитель гидрохимических работ Алагезской партии АН СССР;
- 1930—1936 — постоянный консультант по радиевой промышленности завода «Редкие элементы» (существовал до 1931, с 1931 на его базе создан Гиредмет) Союзредмета (затем — Главредмета);
- 1931, 1932 — научный руководитель Геохимического института АН СССР;
- 1933 — член-корреспондент АН СССР; член Научно-технического совета по гелию при Госплане СССР;
- 1933—1938 — консультант лаборатории треста Союзгаз, позднее — Гелиогазразведки (Ленинград);
- 1934—1937 — профессор ЛГУ;

- 1935 — Президиумом АН СССР утверждён в учёной степени доктора химии;
- 1936—1946 — директор Радиевого института АН СССР (Ленинград);
- 1937 — большое внимание уделяет изучению химической природы продуктов искусственного распада урана и тория, что стало возможным благодаря облучению их препаратов на запущенном в Радиевом институте циклотроне — первом в Европе;
- 1938 — консультант Государственного института редких и малых металлов Наркомцветмета (Москва);
- 1939 — действительный член АН СССР;
- 1940 — председатель Комитета по урановой проблеме при Президиуме АН СССР;
- 1941, 1942 — в эвакуации в Казани руководил деятельностью Радиевого института; заместитель председателя Комиссии при АН СССР по мобидизации ресурсов Поволжья; заместитель академика-секретаря Химического отделения АН СССР;
- 1943 — Сталинская премия третьей степени за разработку метода промышленного получения радиотория;
- 1945 — в Ленинградском университете В. Г. Хлопин возглавил первую в СССР кафедру радиохимии, где ведёт первый же в Советском Союзе курс лекций по радиоактивности — начата подготовка нового поколения радиохимиков для научных-исследовательских организаций и атомной промышленности;
- 1947 — В. Г. Хлопин и Э. К. Герлинг разработали новый метод определения геологического возраста по ксенону, накапливающемуся при спонтанном делении урана.

Скончался 10 июля 1950 года, похоронен в Ленинграде, на Некрополе мастеров искусств Александро-Невской лавры.

## Семья
- Дед — Виталий Никандрович Хлопин, священник, преподаватель Добрянского «девического училища».
- Отец — Григорий Витальевич Хлопин (1863—1929), гигиенист, заслуженный деятель науки РСФСР.
- Мать — Екатерина Александровна, урождённая Кавадерова (1865—1945) — выпускница Высших женских курсов в Санкт-Петербурге (словесно-исторического и физико-математического факультетов), занималась журналистикой. (в пору ссылки Г. В. Хлопина на Урал в 1886 году), с 1905 года, когда Хлопины жили уже в Санкт-Петербурге, Екатерина Александровна занималась благотворительностью. Скончалась в дороге при реэвакуации ГРИ из Казани в Ленинград.
  - Брат Хлопин, Николай Григорьевич — гистолог.

Первый раз был женат на Надежде Павловне Анненковой (дочери народовольца П. С. Анненкова[уточнить]).
- Дочь (род. 1913), которую они крестили в церкви в Куоккала[15].

В 1920 году он женился на Марии Александровне Пасвик.

## Научная работа
Свою самостоятельную научную деятельность В. Г. Хлопин ещё студентом начал в 1911 году — в лаборатории отца в Клиническом институте им была проведена работа, результаты которой опубликованы в статье «Об образовании окислителей в воздухе под действием ультрафиолетовых лучей».
В этих исследованиях В. Г. Хлопиным впервые было доказано образование в атмосферном воздухе под действием ультрафиолетовых лучей не только перекиси водорода и озона, но и окислов азота; последнее утверждение положило начало длительной дискуссии, продолжавшейся вплоть до 1931 года, когда Д. Форлендер (нем. D. Vorländer) доказал правильность наблюдений В. Г. Хлопина.
Круг интересов В. Г. Хлопина не замыкается строго на какой-либо одной области. Определяется это и школой, которую он прошёл под руководством Л. А. Чугаева и В. И. Вернадского, соответственно — по общей химии и геохимии, что, в свою очередь, позволило В. Г. Хлопину развить собственное научное направление — создать первую отечественную школу радиохимиков.

### Работы с Л. А. Чугаевым
На начальном этапе исследовательской деятельности (1911—1917) В. Г. Хлопин в основном занят был проблемами, имеющими отношение к неорганической и аналитической химии. В 1913 году совместно с Л. А. Чугаевым он работает над синтезом комплексных соединений платонитрита с дитиоэфирами, далее — работами, из которых особо важны труды, направленные на разработку нового метода получения различных производных одновалентного никеля, и создание прибора для определения растворимости соединений при различных температурах.
К наиболее интересным работам этого периода принадлежит сделанное в 1915 году Л. А. Чугаевым и В. Г. Хлопиным открытие гидроксопентаминового ряда комплексных соединений платины; любопытно, но методологически, с точки зрения теории познания, вполне закономерно, что исторически оно было сделано несколько ранее, чем открыт Л. А. Чугаевым и Н. А. Владимировым собственно пентаминовый ряд, названный впоследствии солями Чугаева.
Особое место в этом периоде научного творчества В. Г. Хлопина занимают две работы: 1. действие гидросернисто натриевой соли на металлический селен и теллур, ведущая к разработке удобного метода получения теллуристого и селенистого натрия и удобного синтеза органических соединений теллура и селена (1914), и 2. о действии гидросернистонатриевой соли на соли никеля в присутствии азотисто-натриевой соли, — работа привела к синтезу производных одновалентного никеля (1915), значительно позже (в 1925 году) полученных в Германии С. Маншо с сотрудниками действием окиси углерода и окиси азота на соли никеля.
Здесь же, на той же кафедре, уже в первую мировую войну, по заданию Химического комитета Главного артиллерийского управления, В. Г. Хлопиным был выполнен его первый технологический труд, он разработал методику получения чистой платины из русского сырья. Значение этой работы обусловлено резким сокращением импорта. Решению тех же задач было подчинено его участие в нескольких экспедициях, нацеленных на выявление природных ресурсе России. Он пишет обзоры по редким элементам: бору, литию, рубидию, цезию и цирконию.

### В лаборатории В. И. Вернадского
Вся дальнейшая научная деятельность В. Г. Хлопина была предопределена этой встречей. В лаборатории, основанной Владимиром Ивановичем Вернадским, велось планомерное изучение радиоактивных минералов и пород, поиск которых на территории России проводился экспедициями, также организованными по его инициативе. В. И. Вернадский был первым русским учёным, осознавшим значение открытия радиоактивности: «…Для нас совсем не безразлично, как будут изучены радиоактивные минералы России… Теперь, когда человечество вступает в новый век лучистой — атомной энергии, мы, а не другие, должны знать, должны выяснить, что хранит в себе в этом отношении почва нашей родной страны»
В 1909 году В. И. Вернадский возглавил исследования явлений радиоактивности в России, под его председательством была организована Радиевая комиссия — все работы объединены под эгидой Академии наук, основана Радиологическая лаборатория, с 1914 года начато издание «Трудов Радиевой экспедиции Академии наук», В упомянутой речи В. И. Вернадский отмечает особенности нового направления научных исследований: «Это открытие произвело огромный переворот в научном мировоззрении, вызвало создание новой науки, отличной от физики и химии,— учение о радиоактивности, поставило перед жизнью и техникой практические задачи совершенно нового рода…».
В 1915 году В. И. Вернадский привлёк к работе в Радиологической лаборатории В. Г. Хлопина, которому суждено было стать первым и на долгие годы — ведущим специалистом в новой дисциплине. Но исследования в области радиоактивности, изучение уже открытых новых радиоактивных элементов тогда в России ещё пребывало в состоянии начального организационного периода — отсутствовали препараты отечественного радия для лабораторных экспериментов; однако уже известны были месторождения минералов и руд — сырья для последовательного развития научной работы данного направления, систематического изучения радиоактивных минералов. Для участия в настоящих работах приглашаются ведущие специалисты профиля — профессора К. А. Ненадкевич и А. Е. Ферсман.
В ходе деятельности, ставшей для В. Г. Хлопина делом жизни, в контексте освоения фундаментальных её направлений, он развивает исследования научно-прикладных аспектов, включая методы геохимии радиоактивных элементов и благородных газов, аналитической химии и термодинамики; одновременно в синтезе их учёный вырабатывает самостоятельное направление, давшее предпосылки к формированию школы. К началу 1920-х годов обрисовалось четыре основных линии, которые, в свою очередь, и обусловили создание самостоятельной школы: 1. технология радия, 2. химия радиоэлементов и прикладная радиохимия, 3. геохимия радиоэлементов и благородных газов и 4. аналитическая химия.

### Первый пробный радиевый завод
В 1917 году на смену исключительно научной заинтересованности в изучении радия приходит практическая потребность использования его в военных целях — военное ведомство, оборонные организации получают информацию о том, что радий применяется для производства светосоставов. Назрела необходимость добычи радия из собственного сырья. Большая партия радийсодержащей породы из месторождения Тюя-Муюн хранилась на складе частной коммерческой фирмы «Ферганское общество для добычи редких металлов». Организация эта по причине отсутствия специалистов-радиохимиков в России готовила сырьё к отправке в Германию для технологического выделения из него конечного продукта, но война, а затем и февральская революция 1917 года помешали этому.
Съезд по технической обороне государства в октябре 1917 года принял решение по организации специального радиевого завода под непосредственным контролем Академии Наук, но Октябрьская социалистическая революция вновь сняла этот вопрос с очереди. В январе 1918 года В. Г. Хлопин публикует статью «Несколько слов о применении радиоактивных элементов в военной технике и о возможном будущем радиевой промышленности в России», в которой им дана характеристика значения и перспективность использования радия в военно-стратегических целях. Весной того же года Президиумом Всероссийского Совета Народного Хозяйства (ВСНХ) постановил секвестровать принадлежащее «Ферганскому обществу» радиоактивное сырьё; в апреле Химический отдел ВСНХ, возглавляемый профессором Л. Я. Карповым, возложил на Академию наук миссию организации завода по добыче радия из отечественных урано-ванадиевых руд и обеспечение научного контроля за производством; на совещании специалистов, созванном 12 апреля Комиссии по изучению естественных производительных сил России (КЕПС), возглавляемой Н. С. Курнаковым, В. Г. Хлопиным и Л. И. Богоявленским сделано сообщение о результатах работ, предпринятых с целью получения радия из наличествующего сырья; в июле 1918 года была избрана специальная Комиссия, Технический Совет или позднее — Коллегия по организации радиевого завода при Академии Наук, которой принято решение о том, и об организации научно-исследовательской лаборатории, — создан специальный Радиевый отдел (при комиссии) во главе с В. И. Вернадским, и под председательством старшего учёного минералога Академии наук, профессора Высших женских курсов А. Е. Ферсмана. Своим уполномоченным по организации радиевого завода был назначен секретарь отдела, специалист Радиевой лаборатории академии, ассистент кафедры общей химии Петроградского университета 28-летний В. Г. Хлопин, чья основательная теоретическая подготовка и владение методами тонкого химического анализа, умение эффективно решать практические задачи и опыт работы в экспедициях в полной мере оправдывают привлечение к столь ответственному делу. В качестве заведующего заводом был приглашён специалист по этому вопросу Л. Н. Богоявленский
28 октября 1918 г.
Уралсовнархозу (Пермь), Усольскому исполкому, Управлению Березниковского содового завода.
«Предписываю Березниковскому заводу немедленно начать работы по организации радиевого завода согласно постановлению Высовнархоза. Необходимые средства отпущены Совнаркомом. Работы должны вестись под управлением и ответственностью инженера-химика Богоявленского, которому предлагаю оказать полное содействие.
Предсовнаркома Ленин».
Ленин В. И. Полн. собр. соч., т. 50, с. 375.
В 1918 году все радиоактивные остатки, находившиеся в Петрограде, эвакуированы вглубь страны — сначала на Березниковский содовый завод в Пермской губернии, а в мае 1920 года, уже новым заведующим заводом И. Я. Башиловым, — на Бондюжский химический завод Химоснова (ныне Химзавод им Л. Я. Карпова а Менделеевске), где лишь с осени 1920 года стало возможным ввести в строй временную опытную заводскую установку для извлечения радия.

## Технология радиоактивных веществ
В. Г. Хлопин разработал методику механического обогащения для повышения качества сырых сульфатов бария—радия, богатых кремнезёмом (совместно с инженером С. П. Александровым). В дальнейшем учёным был преобразован метод Кюри-Дебьерна перевода сульфатов в карбонаты при условии насыщения сульфатов кремнезёмом — через комбинацию соды с едким натром (совместно с П. А. Волковым).
На основе теоретических предпосылок В. Г. Хлопиным предложено несколько методов осуществления дробной кристаллизации солей бария—радия, исключая упаривание растворов — за счёт повышения концентрации одноимённого иона на холоду: дробное осаждение хлоридов соляной кислотой (1921), дробное осаждение бромидов (совместно с М. А. Пасвик, 1923), дробное осаждение нитратов (с П. И. Толмачёвым, с А. П. Ратнером, 1924—1930), дробное осаждение хроматов (М. С. Меркулова), дробное осаждение хлоридов хлористым цинком (И. Я. Башилов и Я. С. Вильнянский, 1926).
В 1924 году В. Г. Хлопиным создана общая теория процесса дробной кристаллизации, значительно облегчиившая расчёт технологического процесса в целом и разработку требующейся для его осуществления аппаратуры в частности. Настоящим в основу ряда версий обычной схемы кристаллизации были положены расчёты, использованные в заводской практике. В дальнейшем эта теория получила применение и развитие во ВНИИ химических реактивов и особо чистых химических веществ для получения химически чистых веществ методом перекристаллизации.

## Химия радиоэлементов и прикладная радиохимия
В этой области В. Г. Хлопиным с сотрудниками и учениками (М. С. Меркулова, В. И. Гребенщиков и другие) разработана методология исследования процесса изоморфного соосаждения микрокомпонентов и способы достижения равновесия в системе твёрдая фаза—раствор, — установлено влияние многих факторов на этот процесс и доказана гипотеза В. Г. Хлопина (1924) о подчинении процесса дробной кристаллизации закону распределения вещества между двумя несмешивающимися фазами — условия распределения микрокомпонента между жидкой и твёрдой фазами — закон Хлопина. Показана возможность использования метода изоморфной сокристаллизации не только для выделения радиоактивных элементов, но и для изучения их состояния в жидкой и твёрдой фазах, — для определения их валентности. В. Г. Хлопиным и А. Г. Самарцевой этим методом установлено существование соединений двух- и шестивалентного полония.
Был изучен также процесс адсорбции поверхностью кристаллических осадков, — распределение между газовой фазой и кристаллическим осадком, — между солевым расплавом и твёрдой фазой.
Таким образом, в этом разделе исследования В. Г. Хлопина затрагивают следующие ключевые вопросы: 1. условия достижения истинного (термодинамического) равновесия микрокомпонента между кристаллической твёрдой фазой и раствором; 2. использование радиоэлементов как индикаторов при определении механизма изоморфного замещения разновалентных ионов; 3. применение общих закономерностей изоморфного замещения для разработки метода для фиксации присутствующих в чрезвычайно малых пропорциях и неустойчивых химических соединений в твёрдой фазе, установление их валентности и химического типа, — для выявления новых химических равновесий и в твёрдой фазе, и в растворе; 4. условия адсорбционного равновесия между твёрдой кристаллической фазой и раствором

### Термодинамическое равновесие микрокомпонента
Строго экспериментально установлено:
а) При достижении истинного (термодинамического) равновесия между кристаллической твёрдой фазой (электролит) и раствором присутствующий в растворе изоморфный с твёрдой фазой микрокомпонент распределяется между двумя несмешивающимися растворителями по закону Бертло — Нернста и притом во всех известных случаях в простой его форме: Ск/Ср = К или
где x — количество перешедшего в кристаллы микрокомпонента, a — общее количество микрокомпонента, y и b — соответственные значения для макрокомпонента.
б) Механизм, ответственный за достижение истинного равновесия между кристаллической фазой и раствором, сводится к процессу многократной перекристаллизации твёрдой фазы, заменяющему в рассматриваемом случае практически отсутствующий при обычных условиях процесс диффузии в твёрдом состоянии. Перекристаллизация при субмикроскопических размерах кристаллов протекает чрезвычайно быстро, таким образом при кристаллизации из перенасыщенных растворов перекристаллизация и установление равновесия заканчиваются на стадии, пока кристаллики достаточно малы.
в) В случае медленной кристаллизации не из перенасыщенных растворов, а из насыщенных, в частности, за счёт медленного испарения, истинное равновесие между кристаллами и раствором не наблюдается, а распределение микрокомпонента между твёрдой фазой и раствором протекает в данном случае по логарифмическому закону Госкинса и Дернера, сложившемуся на основе представления о непрерывном ионном обмене между гранями растущего кристалла и раствором
Здесь, как и выше: a — общее количество микрокомпонента, x — количество микрокомпонента, перешедшего в твёрдую фазу, b — общее количество макрокомпонента, y — количество макрокомпонента, перешедшего в твёрдую фазу.
г) Резкое изменение значения D при изменении t° или состава жидкой фазы является показателем возникновения нового химического равновесия в растворе или в твёрдой фазе.
д) Случай распределения микрокомпонента между кристаллической твёрдой фазой и раствором (по закону Бертло — Нернста или Госкинса и Дернера) может служить доказательством образования им с анионом или катионом твёрдой фазы соединений, кристаллизующихся изоморфно с твёрдой фазой.

### Радиоактивные элементы как индикаторы
Радиоактивные элементы (Ra и RaD) использовались В. Г. Хлопиным и Б. А. Никитиным в качестве индикаторов при определении природы нового рода смешанных кристаллов Грамма. Настоящие исследования показали принципиальную разницу между истинными смешанными кристаллами в духе Э. Митчерлиха, когда замещение одного компонента другим выражается в форме: ион на ион, или атом за атом, молекула за молекулу, и смешанными кристаллами нового рода, в которых такое простое замещение невозможно, а протекает посредством весьма малых размеров готовых участков кристаллической решётки каждого компонента. Учёными было показано, что смешанные кристаллы нового рода принципиально отличаются от истинных смешанных кристаллов наличием низкого предела смешиваемости — вовсе не образуются при малой концентрации одного из компонентов. В данном случае они подобны аномальным смешанным кристаллам (что показано экспериментально В. Г. Хлопиным и М. А. Толстой), и соотносятся с последними приблизительно как коллоидный раствор с суспензией. Эти работы (по структуре и свойствам смешанных кристаллов нового рода и аномальных смешанных кристаллов) навели В. Г. Хлопина на мысль о потребности классификации изоморфных тел не через рассмотрение структуры изоморфных смесей в статическом равновесии (как это делалось, например, В. Г. Гольдшмидтом и его школой), а сообразуясь со способами замещения компонентов — учитывая динамику образования изоморфной смеси. В таком случае все изоморфные тела по способу замещения строго разделяются на две группы:
а) Изоморфные соединения в духе Э. Митчерлиха, истинно изоморфные. Замещение при образовании смешанных кристаллов такими соединениями происходит по первому принципу: ион за ион и т. д. К таким кристаллам применимы указанные законы распределения. Такие соединения обладают сходным химическим составом и молекулярной структурой.
б) Все другие изоморфные соединения, когда образование смешанных кристаллов обусловлено вторым принципом: замещение участками от элементарной кристаллической ячейки или близких к ним (смешанные кристаллы нового рода или изоморфные 2-го рода по В. Г. Гольдшмидту), до микроскопических — аномальные смешанные кристаллы типа FeCl2 — NH4Cl, Ba(NO3)2, Pb(NO2)2, метиленовая синька K2SO4 — понсорот и т. д., демонстрирующие неоднородность).
3. Благодаря рассмотренным в двух предыдущих пунктах работам В. П. Хлопин смог представить в новой форме закон Э. Митчерлиха, дающий возможность судить о составе и молекулярной структуре неизвестных соединений на основе образования ими изоморфных смесей с соединениями, состав и молекулярная структура которых известны. В. Г. Хлопиным предложен метод изоморфной сокристаллизации из растворов для фиксации невесомых и нестойких химических соединений и определения их состава. Метод дал возможность открыть и определить состав отдельных соединений двух— и шестивалентного полония (В. Г. Хлопин и А. Г. Самарцева).
4. Изучая адсорбцию изоморфных ионов на поверхности кристаллических осадков, В. Г. Хлопин показал, что адсорбционное равновесие устанавливается за 20—30 минут; — адсорбция изоморфных ионов не зависит от заряда поверхности адсорбера, когда не меняется его растворимость. Корректно воспроизводимые результаты изучения адсорбции и полная обратимость данного процесса достигается только при неизменности поверхности адсорбера на протяжении всего опыта — при неизменности растворимости адсорбера; в случае изменения состава жидкой фазы или при иных дополнительных условиях, когда меняется растворимость адсорбера, адсорбция приобретает более сложный характер, что сопровождается сокристаллизацией, искажающей результаты. Изучая кинетику адсорбции, с аналогичным явлением столкнулся Л. Имре. В. Г. Хлопин дал формулу для определения поверхности кристаллических осадков путём адсорбции на них изоморфного иона и экспериментально подтвердил её применимость (В. Г. Хлопин, М. С. Меркулова).

## Геохимия радиоэлементов и благородных газов
В этой области в работах В. Г. Хлопина развивались следующие направления: 1. миграция радиоэлементов, в особенности — сравнительно коротко живущих в земной коре; 2. изучение радий-мезоторий содержащих вод; 3. определение геологического возраста на основе радиоактивных данных; 4. распространение гелия и аргона в природных газах страны; 5. роль природных вод в геохимии благородных газов; 6. распространение бора в природных водах.

### Миграция радиоэлементов
Учёный первым привлёк внимание к особой важности изучения миграции относительно кратковременно существующих в земной коре радиоэлементов для решения общегеологических и геохимических проблем (1926). В. Г. Хлопин указал ряд вопросов этих дисциплин, которые подразумевают решение предлагаемыми методами: определение последовательности в геологическом и геохимическом процессах, определение абсолютного возраста сравнительно молодых и очень молодых геологических образований и ряд других тематических направлений. Экспериментальному исследованию были подвергнуты миграции урана и радия.

### Изучение радиоактивных вод
Обширные исследования, относящиеся к установлению присутствия радия, урана и продуктов распада ториевого ряда в природных рассолах Союза, были проведены под руководством В. Г. Хлопина; в многочисленных экспедициях выявлена новая форма накопления в природе радия и его изотопов в рассольных водах типа Na, Ca, Cl. В этих исследованиях принимали участие следующие его ученики и сотрудники: В. И. Баранов, Л. В. Комлев, М. С. Меркулов, Б. А. Никитин, В. П. Савченко, А. Г. Самарцева, Н. В. Тагеев и другие.

### Определение геологического возраста радиометрическим методом
Эти работы касаются, с одной стороны, рассмотрения основ метода и анализа природы ошибок, а с другой — экспериментального установления возраста уранитов из разных пегматитовых жил как по отношению урана к свинцу, так и по кислородному методу Лэна, нашедшему в работах В. Г. Хлопина развитие и уточнение. Учёный руководил исследованиями этого направления в Радиевом институте — по гелиевому и свинцовому методам, давшим определение геологического возраста некоторых образований. К этому циклу следует отнести работу (с Э. К. Герлингом и Э. М. Иоффе) по миграции гелия из минералов и пород и влиянию на этот процесс газовой фазы.

### Распространение гелия и аргона в природных газах СССР
Распространение гелия в свободно выделяющихся газах страны В. Г. Хлопин начал заниматься ещё в 1922—1923 годах. Им с А. И. Лакашуком в 1924 году открыт гелий в газах Новоузенского уезда Саратовской губернии; а в период с 1924 по 1936 год В. Г. Хлопиным с учениками (Э. К. Герлинг, Г. М. Ермолина, Б. А. Никитин, И. Е. Старик, П. И. Толмачёв и другие) подвергнуты анализу многие образцы природных газов, на основе данных создана карта распространения. Впервые выявлен новый тип газовых струй в районе Коканда, получивших название «воздушных» — характерен для широких горных котловин (1936).

### Природные воды и геохимия благородных газов
Работы настоящего направления явились прямым следствием предыдущего раздела, на основе которого В. Г. Хлопин пришёл к концепции непрерывного газового обмена между внутренними и наружной газовыми атмосферами, — о роли природных вод, в частном случае — в обмене балгородными газами (исключая гелий) между наружной воздушной и подземной атмосферами. В соответствии с этими представлениями в подземных газовых атмосферах протекает постепенное обогащение аргоном, криптоном и ксеноном, — обеднение неоном по отношению к их содержанию в воздухе. Отношение 
в подземных атмосферах больше, чем в воздухе. Установлено, что газы, растворённые в низших слоях глубоких естественных водоёмов, резко обогащены тяжёлыми благородными газами.

### Бор в природных водах
Началом этого направления геохимии явилась работа по борнокислым источникам северо-западной Персии и Закавказья; в дальнейшем эти исследования были распространёны на другие местности СССР. Было установлено: бор — типичный элемент в водах нефтеносных районов, обогащающийся в них. В. Г. Хлопиным также впервые отмечена необходимость поисковых работ борнокислых соединений в Эмбинском и Гурьевском уездах Уральской области, где много позднее открыто Индерское месторождение.

## Аналитическая химия
Работы В. Г. Хлопина в этой области касаются газового, объёмного, весового и колориметрического анализа.
Газовый анализ. В. Г. Хлопиным разработаны приборы оперативной оценки суммы гелия и неона в газовых смесях (В. Г. Хлопин, Э. К. Герлинг, 1932). Эти приспособления настолько упростили анализ на благородные газы, что сделали возможным включение его в общую методику газового анализа.
Объёмный анализ. Впервые в СССР В. Г. Хлопиным введён метод дифференциального восстановления и дифференциального окисления с одновременным определением нескольких катионов в смеси (1922) и экспериментально освоено одновременное определение ванадия, железа и урана, — предложены объёмные методы определения ванадия и урана.
Весовой анализ. В. Г. Хлопиным разработан количественный метод отделения четырёхвалентного урана в форме UF4NH4F1/2H2O от шестивалентного урана и трёх— и двухвалентного железа.
Колориметрический анализ. Учёным предложен метод определения малых количеств иридия в присутствии платины.
Под руководством В. Г. Хлопина разработано также несколько методов анализа: объёмный метод определения малых количеств бора, объёмный метод определения {\displaystyle {\ce {SO4^2-}}}  и {\displaystyle {\ce {Mg^2+}}}, весовые методы определения урана, колориметрический метод определения фтора и другие.

## Урановая проблема иАтомный проект
В процессе изучения естественной радиоактивности, — исследования излучений радиоактивных элементов и радиоактивных превращений, открыты новые естественные радиоактивные элементы, систематизированные в радиоактивных группах — урановой и ториевой, которые включает третья, так называемое актиниевое семейство — актиноиды (название это предложено С. А. Щукаревым). Открытие Ф. Содди закона смещения или сдвига дало возможность предположить, что конечные устойчивые продукты распада элементов всех трёх семейств представляют собой три изотопа одного и того же элемента — свинца.
В основе боровской модели атома лежит изучение естественной радиоактивности, показавшее сложность строения атома, при распаде которого образуются атомы других элементов, что сопровождается тремя видами излучения: α, β и γ.
Нейтронно-протонная теория строения атомного ядра своим происхождением обязана открытию новых элементарных частиц, входящих в состав ядра: нейтрона (10n) и протона (11p), что стало возможным благодаря искусственному расщеплению атома под действием α-частиц (1919): 147N+42He→178O+11H, сопровождавшегося выделением протона (вскоре опыты были проведены с рядом других лёгких элементов).
Дальнейшие фундаментальные исследования в настоящей области показали, что в лёгких элементах число нейтронов в ядре равно числу протонов; а по мере перехода к тяжёлым элементам нейтроны начинают преобладать над протонами, и ядра становятся неустойчивыми — они наделяются радиоактивностью.
В рамках атомного проекта входил в технический совет, отвечал за деятельность радиевого института.
Радиевый институт усилиями В. Г. Хлопина и Первого секретаря Ленинградского обкома и горкома ВКП(б) А. А. Кузнецова получил дополнительные помещения.
Решение о выделении площадей было принято Специальным комитетом в ноябре 1945 года, осуществлялось председателями Оперативного бюро Совета народных комиссаров РСФСР А. Н. Косыгиным и представителем Госплана в Специальном комитете Н. А. Борисовым.

## Педагогическая, административная, общественная и редакторская деятельность
По окончании Петербургского университета В. Г. Хлопин был оставлен на кафедре профессора Л. А. Чугаева, но ещё в студенческую пору он в 1911 году вёл практикум по химической методике санитарных анализов с врачами в Петербургском клиническом институте, и продолжал этот курс практических занятий в 1912 и 1913 годах.
С 1917 по 1924 год В. Г. Хлопин состоит в должности ассистента по кафедре общей химии университета, а с 1924 года — в качестве доцента начал читать специальный курс радиоактивности и химии радиоэлементов — первый в СССР; поскольку краткие и неполные данные и сводки существовали только в иностранной литературе, этот курс был полностью разработан В. Г. Хлопиным, читавшим его до 1930 года, и возобновив в 1934 году уже в должности профессора, читал его до 1935 года. Весной 1945 года учёный организовал и возглавил в Ленинградском университете кафедру радиохимии.
Разработанный В. Г. Хлопиным в соавторстве с Б. А. Никитиным и А. П. Ратнером курс лекций по радиохимии лёг в основу обширной монографии по химии радиоактивных веществ.
В. Г. Хлопин принимал активное участие в работе Русского физико-химического общества, а после преобразования последнего в ВХО, он входил в состав Совета Ленинградского отделения организации, а в дальнейшем был его председателем.
В Академии Наук В. Г. Хлопин состоял в Аналитической комиссии, в Комиссии по изотопам, в Комиссии по разработке научного наследия Д. И. Менделеева. С 1941 по 1945 год В. Г. Хлопин в должности заместителя академика-секретаря вёл большую работу в Отделении химических наук АН СССР. Во время Великой Отечественной войны В. Г. Хлопин выполнял функции заместителя председателя Комиссии по мобилизации ресурсов Приволжья и Прикамья и председателя её химической секции.
Многие годы он являлся членом Редакционного совета Химико-технического издательства (Химтеорет). Учёный являлся ответственным редактором журнала Успехи химии и состоял в редакционных коллегиях журналов: «Доклады Академии Наук СССР», «Известия Академии Наук СССР (Отделение химических наук)», «Журнал общей химии» и «Журнал физической химии».
По всем важнейшим направлениям научной деятельности Виталием Григорьевичем Хлопиным воспитаны ученики, многие из которых стали не только самостоятельными научными исследователями, но и явились создателями собственных научных направлений и школ.

## Награды и научное признание
- Герой Социалистического Труда (29.10.1949);
- три ордена Ленина (10.6.1945; 21.3.1947; 29.10.1949);
- Сталинская премия третьей степени (1943) — за разработку метода промышленного получения радиотория
- Сталинская премия первой степени (1946) — за научные исследования в области химии радиоактивных веществ, результаты которых изложены в статьях: «Радиоактивные методы определения абсолютной поверхности кристаллических суспезий», «Адсорбция радия на сернокислом свинце», «Превращение элементов и периодический закон» (1939—1944)[29]
- Сталинская премия первой степени (29.10.1949) — научный руководитель разработки технологического процесса выделения плутония из металлического урана на заводе «Б»
- Малая премия Д. И. Менделеева (РФХО) за работу по радию (1924);
- заслуженный деятель науки РСФСР (1940);
- Первый Менделеевский чтец (1941)

## Адреса в Санкт-Петербурге
- 1922—1941, 1945—1950 — улица Рентгена, 3;
- 1922—1941, 1945—1950 — Каменноостровский проспект, 23;
- 1908—1941, 1945—1949 — набережная Университетская, 7;
- 1913—1941 — Большая Зеленина улица, 13;[30]
- 1945—1950 — Лесной проспект, 61 (Дом специалистов).

## Память
Именем В. Г. Хлопина были названы:
- Постановлением Президиума АН СССР Радиевому институту присвоено имя В. Г. Хлопина (1950)
- Учреждена премия имени В. Г. Хлопина — за лучшие работы в области радиохимии (1950).
- С 1970 года в Радиевом институте проводятся Хлопинские чтения по радиохимии и химии редких элементов.
- улица Хлопина — в Калининском районе с 1972, от Политехнической до Гжатской улицы.
- Радиевый институт им. В. Г. Хлопина — 2-й Муринский проспект, дом 28;
- Радиевый институт им. В. Г. Хлопина (историческое здание) — улица Рентгена, дом 1 (подробнее об этом здании см. в статье Улица Рентгена).

### Мемориальные доски
- На здании по адресу улица Рентгена, дом 3 в 1952 году была установлена мемориальная доска (архитектор З. М. Виленский).
- На здании по адресу Каменноостровский проспект, дом 23 в 1990 году была установлена мемориальная доска (скульптор Е. Н. Ротанов, архитектор С. Л. Михайлов).
- На здании по адресу набережная Университетская, дом 7 в 1996 году была установлена мемориальная доска с ошибочными датами в тексте: «В этом здании с 1908 по 1949 год учился и работал выдающийся ученый, организатор атомной промышленности, основатель кафедры радиохимии Хлопин В. Г.» (В 1941—1945 годах он был эвакуирован в Казань.)
- На доме по адресу проспект Лесной, 61 в 1950-е годы была установлена мемориальная доска с текстом: «В этом доме жил с 1945 г. по 1950 г. выдающийся русский химик Виталий Григорьевич Хлопин».